# Acriotes saprocarpodes
Acriotes saprocarpodes är en fjärilsart som beskrevs av Diakonoff 1954. Acriotes saprocarpodes ingår i släktet Acriotes och familjen praktmalar, Oecophoridae. Inga underarter finns listade i Catalogue of Life.